# Udaya subsimilis
Udaya subsimilis är en tvåvingeart som först beskrevs av Philip James Barraud 1927.  Udaya subsimilis ingår i släktet Udaya och familjen stickmyggor. Inga underarter finns listade i Catalogue of Life.